# Антропометрия
Антропометри́я (от греч. Ανθρωπος — человек и μετρεω — мерить) — один из основных методов антропологического исследования, заключающийся в измерении тела человека и его частей с целью установления возрастных, половых, расовых и других особенностей физического строения, позволяющий дать количественную характеристику их изменчивости.
В зависимости от объекта исследования различают соматометрию (измерение живого человека), краниометрию (измерение черепа), остеометрию (измерение костей скелета). К антропометрии относят также антропоскопию — качественную (описательную) характеристику форм частей тела, формы головы, черт лица, пигментации кожи, волос, радужной оболочки глаз и т. п.
Потребность в антропометрических исследованиях обуславливается большой изменчивостью размеров тела человека. Пределы колебания размеров людей одной группы, как правило, заходят за пределы колебаний размеров людей другой группы. Это трансгрессивная изменчивость, которая обусловливает необходимость количественных определений. Результаты антропометрических измерений сравниваются по специально разработанным правилам, которые основываются на принципах вариационной статистики.
Антропометрические методы имеют большое значение в прикладной антропологии, а в последние годы стали играть важную роль в антропометрической (ортопедической) косметологии; до широкого внедрения идентификации по отпечаткам пальцев антропометрия использовалась в криминалистике для идентификации людей (так называемый «Бертильонаж»).
Также антропометрические и кефалометрические методы имеют большое значение в ортодонтии.
Антропометрия является важным разделом теории пропорций тела человека и изучения его отношений с окружающей средой, например рабочего места в офисе или в кабине автомобиля, самолёта, космического аппарата. Поэтому антропометрия является одной из дисциплин архитектурно-дизайнерского проектирования и обучения архитекторов и дизайнеров.

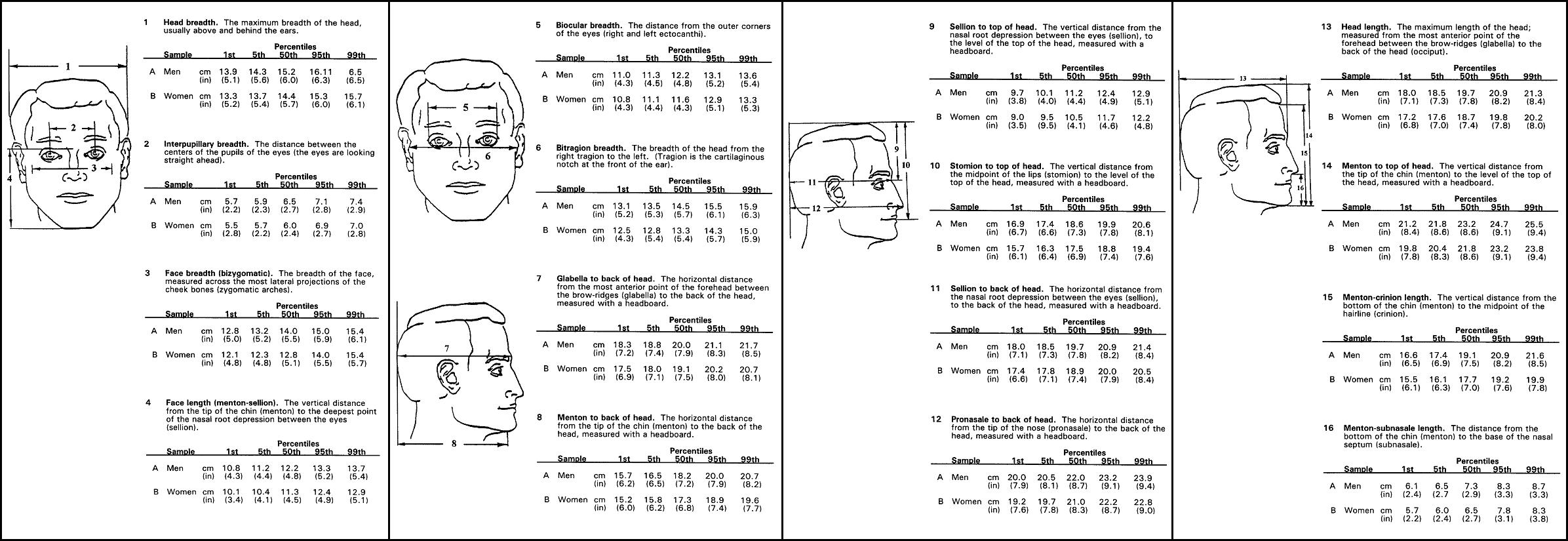
Антропометрические характеристики мужского лица

## Виды измерений
1. Измерение роста — позволяет оценить физическое развитие ребенка, выявить карликовость или гигантизм, проявляемые в эндокринной патологии.
2. Измерение массы тела — позволяет выявить избыток или дефицит веса, вести наблюдение за беременностью, за отеками, рассчитать дозу лекарственного препарата.
3. Определение окружности головы и грудной клетки — для оценки физического развития ребенка, при обследовании пациентов неврологического и пульмонологического профиля.
4. Определение окружности живота — при наблюдении за беременными, при отеке в брюшной полости (асците).
5. Спирометрия — определение жизненной емкости легких. Проводится в пульмонологической практике, для оценки физического развития.
6. Динамометрия — измерение мышечной силы. Проводится в неврологической практике, для оценки физического развития.